# Igor Krmar
Igor Krmar (in serbo Игор Крмар?; Vinkovci, 14 maggio 1991) è un calciatore serbo, difensore o centrocampista del Dunavac Grocka.

## Carriera

### Club
Il 1º gennaio 2018 viene acquistato a titolo definitivo dalla squadra macedone del Rabotnički.